# Чанда, Арун Кумар
Арун Кумар Чанда (бенг. অরুণ কুমার চন্দ, англ. Arun Kumar Chanda; 17 февраля 1899, Силчар — 26 апреля 1947, Калькутта) — активист движения за независимость Индии, общественный, политический и социальный деятель округа Качар в Ассаме. писатель
, журналист и редактор, редактировавший бенгальский еженедельник «Saptak».

## Биография
Родился 17 февраля 1899 года и был вторым сыном в семье Камини Кумара Чанды. Получил образование в государственной старшей школе Силхета, затем посещал Колледж Мурари Чанд в Силхете, Колледж Св. Колумбы в Хазарибагхе и Колледж Бангабаси в Калькутте. В 1927 году получил степень бакалавра права в Калькуттском университете и продолжил учиться в Лондоне. Став адвокатом, практиковал в Сингапуре. Вернулся в Силчар, когда заболел его отец.
Чандра выстроил прибыльную практику в Качаре и Силхете, но больше интересовался образовательной, политической и общественной жизнью. Он работал учителем в Национальной школе в Силчаре и Национальном колледже в Калькутте, и тесно контактировал с Читтаранджаном Дасом. Во время движения несотрудничества он проявил себя в качестве лидера нации.

## Память
- В городе Силчар в 1960 году был создан и назван его именем юридический колледж AK Chanda Law College, действующий при университете Ассама[4].
- В 2000 году Почта Индии выпустила марку с его изображением.